# La Ward (Teksas)
La Ward je grad u američkoj saveznoj državi Teksas. Prema popisu stanovništva iz 2010. u njemu je živjelo 213 stanovnika.